# Râul Petriceni
Râul Petriceni sau Râul Cetatea de Piatră este un curs de apă, afluent al râului Cașin. 